# Interlands Noord-Iers voetbalelftal 1950-1959
Deze pagina toont een chronologisch en gedetailleerd overzicht van de interlands die het Noord-Iers voetbalelftal heeft gespeeld in de periode 1950 – 1959.

## Interlands

### 1950
| |       |       |               |                                                                              |
| 8 maart WK 1950 kwalificatie / British Home Championship 1949/50 № 169 «onderlinge duels» 16:15 uur (UTC) | Wales | 0 – 0 | Noord-Ierland | The Racecourse, Wrexham Toeschouwers: 30.000 Scheidsrechter: Reg Leafe (ENG) |
| 8 maart WK 1950 kwalificatie / British Home Championship 1949/50 № 169 «onderlinge duels» 16:15 uur (UTC) |       |       |               | The Racecourse, Wrexham Toeschouwers: 30.000 Scheidsrechter: Reg Leafe (ENG) |

|                                                                                        |                    |       |                                                      |                                                                                  |
| 7 oktober British Home Championship 1950/51 № 170 «onderlinge duels» 15:00 uur (UTC+1) | Noord-Ierland      | 1 – 4 | Engeland                                             | Windsor Park, Belfast Toeschouwers: 46.000 Scheidsrechter: George Mitchell (SCO) |
| 7 oktober British Home Championship 1950/51 № 170 «onderlinge duels» 15:00 uur (UTC+1) | Eddie McMorran 74' |       | 43', 86' Eddie Baily 64' Jackie Lee 85' Billy Wright | Windsor Park, Belfast Toeschouwers: 46.000 Scheidsrechter: George Mitchell (SCO) |

|                                                                                       |                                                      |       |                   |                                                                                   |
| 1 november British Home Championship 1950/51 № 171 «onderlinge duels» 14:45 uur (UTC) | Schotland                                            | 6 – 1 | Noord-Ierland     | Hampden Park, Glasgow Toeschouwers: 83.142 Scheidsrechter: Mervyn Griffiths (WAL) |
| 1 november British Home Championship 1950/51 № 171 «onderlinge duels» 14:45 uur (UTC) | John McPhail 10', 14' Billy Steel 53', 57', 66', 79' |       | 43' Kevin McGarry | Hampden Park, Glasgow Toeschouwers: 83.142 Scheidsrechter: Mervyn Griffiths (WAL) |

### 1951
|                                                                                    |                   |       |                    |                                                                                 |
| 7 maart British Home Championship 1950/51 № 172 «onderlinge duels» 15:00 uur (UTC) | Noord-Ierland     | 1 – 2 | Wales              | Windsor Park, Belfast Toeschouwers: 12.000 Scheidsrechter: Cliff Fletcher (ENG) |
| 7 maart British Home Championship 1950/51 № 172 «onderlinge duels» 15:00 uur (UTC) | Billy Simpson 52' |       | 8', 86' Roy Clarke | Windsor Park, Belfast Toeschouwers: 12.000 Scheidsrechter: Cliff Fletcher (ENG) |

|                                                                     |                                        |       |                                       |                                                                               |
| 12 mei Vriendschappelijk № 173 «onderlinge duels» 15:00 uur (UTC+1) | Noord-Ierland                          | 2 – 2 | Frankrijk                             | Windsor Park, Belfast Toeschouwers: 24.000 Scheidsrechter: Arthur Ellis (ENG) |
| 12 mei Vriendschappelijk № 173 «onderlinge duels» 15:00 uur (UTC+1) | Ray Ferris 9' (pen.) Billy Simpson 62' |       | 16' Jean Baratte 28' Antoine Bonifaci | Windsor Park, Belfast Toeschouwers: 24.000 Scheidsrechter: Arthur Ellis (ENG) |

|                                                                                        |               |                                        |           |                                                                                   |
| 6 oktober British Home Championship 1951/52 № 174 «onderlinge duels» 15:00 uur (UTC+1) | Noord-Ierland | 0 – 3                                  | Schotland | Windsor Park, Belfast Toeschouwers: 56.946 Scheidsrechter: William H. Evans (ENG) |
| 6 oktober British Home Championship 1951/52 № 174 «onderlinge duels» 15:00 uur (UTC+1) |               | 32' Tommy Orr 44', 62' Bobby Johnstone |           | Windsor Park, Belfast Toeschouwers: 56.946 Scheidsrechter: William H. Evans (ENG) |

|                                                                                        |                        |       |               |                                                                                    |
| 14 november British Home Championship 1951/52 № 175 «onderlinge duels» 14:30 uur (UTC) | Engeland               | 2 – 0 | Noord-Ierland | Villa Park, Birmingham Toeschouwers: 57.889 Scheidsrechter: Mervyn Griffiths (WAL) |
| 14 november British Home Championship 1951/52 № 175 «onderlinge duels» 14:30 uur (UTC) | Nat Lofthouse 40', 83' |       |               | Villa Park, Birmingham Toeschouwers: 57.889 Scheidsrechter: Mervyn Griffiths (WAL) |

### 1952
|                                                                                     |                                                     |       |               |                                                                              |
| 19 maart British Home Championship 1951/52 № 176 «onderlinge duels» 16:30 uur (UTC) | Wales                                               | 3 – 0 | Noord-Ierland | Vetch Field, Swansea Toeschouwers: 30.000 Scheidsrechter: Arthur Ellis (ENG) |
| 19 maart British Home Championship 1951/52 № 176 «onderlinge duels» 16:30 uur (UTC) | Walley Barnes 55' Ivor Allchurch 87' Roy Clarke 90' |       |               | Vetch Field, Swansea Toeschouwers: 30.000 Scheidsrechter: Arthur Ellis (ENG) |

|                                                                                      |                        |       |                                    |                                                                               |
| 4 oktober British Home Championship 1952/53 № 177 «onderlinge duels» 15:00 uur (UTC) | Noord-Ierland          | 2 – 2 | Engeland                           | Windsor Park, Belfast Toeschouwers: 58.000 Scheidsrechter: Doug Gerrard (SCO) |
| 4 oktober British Home Championship 1952/53 № 177 «onderlinge duels» 15:00 uur (UTC) | Charlie Tully 15', 47' |       | 1' Nat Lofthouse 90' Billy Elliott | Windsor Park, Belfast Toeschouwers: 58.000 Scheidsrechter: Doug Gerrard (SCO) |

|                                                                                       |                   |       |                  |                                                                            |
| 5 november British Home Championship 1952/53 № 178 «onderlinge duels» 14:45 uur (UTC) | Schotland         | 1 – 1 | Noord-Ierland    | Hampden Park, Glasgow Toeschouwers: 65.057 Scheidsrechter: Bob Smith (WAL) |
| 5 november British Home Championship 1952/53 № 178 «onderlinge duels» 14:45 uur (UTC) | Lawrie Reilly 89' |       | 82' Jimmy D'Arcy | Hampden Park, Glasgow Toeschouwers: 65.057 Scheidsrechter: Bob Smith (WAL) |

|                                                                          |                                         |       |                   |                                                                                                  |
| 11 november Vriendschappelijk № 179 «onderlinge duels» 14:30 uur (UTC+1) | Frankrijk                               | 3 – 1 | Noord-Ierland     | Stade olympique Yves-du-Manoir, Parijs Toeschouwers: 52.399 Scheidsrechter: Klaas Schipper (NED) |
| 11 november Vriendschappelijk № 179 «onderlinge duels» 14:30 uur (UTC+1) | Joseph Ujlaki 30' Raymond Kopa 36', 89' |       | 42' Charlie Tully | Stade olympique Yves-du-Manoir, Parijs Toeschouwers: 52.399 Scheidsrechter: Klaas Schipper (NED) |

### 1953
|                                                                                     |                         |       |                                       |                                                                              |
| 15 april British Home Championship 1952/53 № 180 «onderlinge duels» 18:00 uur (UTC) | Noord-Ierland           | 2 – 3 | Wales                                 | Windsor Park, Belfast Toeschouwers: 33.000 Scheidsrechter: Arthur Luty (ENG) |
| 15 april British Home Championship 1952/53 № 180 «onderlinge duels» 18:00 uur (UTC) | Eddie McMorran 19', 86' |       | 29', 33' John Charles 42' Trevor Ford | Windsor Park, Belfast Toeschouwers: 33.000 Scheidsrechter: Arthur Luty (ENG) |

| |                            |       |                                               |                                                                               |
| 3 oktober WK 1954 kwalificatie / British Home Championship 1953/54 № 181 «onderlinge duels» 15:00 uur (UTC+1) | Noord-Ierland              | 1 – 3 | Schotland                                     | Windsor Park, Belfast Toeschouwers: 58.248 Scheidsrechter: Arthur Ellis (ENG) |
| 3 oktober WK 1954 kwalificatie / British Home Championship 1953/54 № 181 «onderlinge duels» 15:00 uur (UTC+1) | Norman Lockhart 75' (pen.) |       | 47', 70' Charlie Fleming 76' Jackie Henderson | Windsor Park, Belfast Toeschouwers: 58.248 Scheidsrechter: Arthur Ellis (ENG) |

| |                                          |       |                    |                                                                               |
| 11 november WK 1954 kwalificatie / British Home Championship 1953/54 № 182 «onderlinge duels» 14:30 uur (UTC) | Engeland                                 | 3 – 1 | Noord-Ierland      | Goodison Park, Liverpool Toeschouwers: 70.000 Scheidsrechter: Bob Smith (WAL) |
| 11 november WK 1954 kwalificatie / British Home Championship 1953/54 № 182 «onderlinge duels» 14:30 uur (UTC) | Harold Hassall 1', 60' Nat Lofthouse 75' |       | 54' Eddie McMorran | Goodison Park, Liverpool Toeschouwers: 70.000 Scheidsrechter: Bob Smith (WAL) |

### 1954
| |                  |       |                         |                                                                                      |
| 31 maart WK 1954 kwalificatie / British Home Championship 1953/54 № 183 «onderlinge duels» 17:00 uur (UTC) | Wales            | 1 – 2 | Noord-Ierland           | The Racecourse, Wrexham Toeschouwers: 32.817 Scheidsrechter: Charlie Faultless (SCO) |
| 31 maart WK 1954 kwalificatie / British Home Championship 1953/54 № 183 «onderlinge duels» 17:00 uur (UTC) | John Charles 80' |       | 1', 52' Peter McParland | The Racecourse, Wrexham Toeschouwers: 32.817 Scheidsrechter: Charlie Faultless (SCO) |

|                                                                                        |               |                                 |          |                                                                                    |
| 2 oktober British Home Championship 1954/55 № 184 «onderlinge duels» 15:00 uur (UTC+1) | Noord-Ierland | 0 – 2                           | Engeland | Windsor Park, Belfast Toeschouwers: 59.000 Scheidsrechter: Charlie Faultless (SCO) |
| 2 oktober British Home Championship 1954/55 № 184 «onderlinge duels» 15:00 uur (UTC+1) |               | 75' Johnny Haynes 78' Don Revie |          | Windsor Park, Belfast Toeschouwers: 59.000 Scheidsrechter: Charlie Faultless (SCO) |

|                                                                                       |                                        |       |                                     |                                                                           |
| 3 november British Home Championship 1954/55 № 185 «onderlinge duels» 14:45 uur (UTC) | Schotland                              | 2 – 2 | Noord-Ierland                       | Hampden Park, Glasgow Toeschouwers: 46.200 Scheidsrechter: Alf Bond (ENG) |
| 3 november British Home Championship 1954/55 № 185 «onderlinge duels» 14:45 uur (UTC) | Jimmy Davidson 22' Bobby Johnstone 74' |       | 24' Billy Bingham 43' Billy McAdams | Hampden Park, Glasgow Toeschouwers: 46.200 Scheidsrechter: Alf Bond (ENG) |

### 1955
|                                                                                       |                                    |       |                            |                                                                                |
| 20 april British Home Championship 1954/55 № 186 «onderlinge duels» 18:00 uur (UTC+1) | Noord-Ierland                      | 2 – 3 | Wales                      | Windsor Park, Belfast Toeschouwers: 28.000 Scheidsrechter: Hugh Phillips (SCO) |
| 20 april British Home Championship 1954/55 № 186 «onderlinge duels» 18:00 uur (UTC+1) | Eddie Crossan 24' Jimmy Walker 29' |       | 11', 18', 49' John Charles | Windsor Park, Belfast Toeschouwers: 28.000 Scheidsrechter: Hugh Phillips (SCO) |

|                                                                                      |                                          |       |                   |                                                                             |
| 8 oktober British Home Championship 1955/56 № 187 «onderlinge duels» 15:00 uur (UTC) | Noord-Ierland                            | 2 – 1 | Schotland         | Windsor Park, Belfast Toeschouwers: 48.000 Scheidsrechter: Jack Kelly (ENG) |
| 8 oktober British Home Championship 1955/56 № 187 «onderlinge duels» 15:00 uur (UTC) | Jackie Blanchflower 7' Billy Bingham 16' |       | 62' Lawrie Reilly | Windsor Park, Belfast Toeschouwers: 48.000 Scheidsrechter: Jack Kelly (ENG) |

|                                                                                       |                                        |       |               |                                                                                     |
| 2 november British Home Championship 1955/56 № 188 «onderlinge duels» 14:15 uur (UTC) | Engeland                               | 3 – 0 | Noord-Ierland | Wembley Stadium, Londen Toeschouwers: 60.000 Scheidsrechter: Mervyn Griffiths (WAL) |
| 2 november British Home Championship 1955/56 № 188 «onderlinge duels» 14:15 uur (UTC) | Dennis Wilshaw 50', 52' Tom Finney 88' |       |               | Wembley Stadium, Londen Toeschouwers: 60.000 Scheidsrechter: Mervyn Griffiths (WAL) |

### 1956
|                                                                                       |                |       |                 |                                                                                |
| 11 april British Home Championship 1955/56 № 189 «onderlinge duels» 17:30 uur (UTC+1) | Wales          | 1 – 1 | Noord-Ierland   | Ninian Park, Cardiff Toeschouwers: 37.510 Scheidsrechter: Bobby Davidson (SCO) |
| 11 april British Home Championship 1955/56 № 189 «onderlinge duels» 17:30 uur (UTC+1) | Roy Clarke 10' |       | 46' Jimmy Jones | Ninian Park, Cardiff Toeschouwers: 37.510 Scheidsrechter: Bobby Davidson (SCO) |

|                                                                                        |                   |       |                     |                                                                                |
| 6 oktober British Home Championship 1956/57 № 190 «onderlinge duels» 15:00 uur (UTC+1) | Noord-Ierland     | 1 – 1 | Engeland            | Windsor Park, Belfast Toeschouwers: 58.420 Scheidsrechter: Hugh Phillips (SCO) |
| 6 oktober British Home Championship 1956/57 № 190 «onderlinge duels» 15:00 uur (UTC+1) | Jimmy McIlroy 10' |       | 2' Stanley Matthews | Windsor Park, Belfast Toeschouwers: 58.420 Scheidsrechter: Hugh Phillips (SCO) |

|                                                                                       |                |       |               |                                                                            |
| 7 november British Home Championship 1956/57 № 191 «onderlinge duels» 14:30 uur (UTC) | Schotland      | 1 – 0 | Noord-Ierland | Hampden Park, Glasgow Toeschouwers: 65.035 Scheidsrechter: Reg Leafe (ENG) |
| 7 november British Home Championship 1956/57 № 191 «onderlinge duels» 14:30 uur (UTC) | Alex Scott 25' |       |               | Hampden Park, Glasgow Toeschouwers: 65.035 Scheidsrechter: Reg Leafe (ENG) |

### 1957
|                                                                          |                    |       |                  |                                                                                            |
| 16 januari WK 1958 kwalificatie № 192 «onderlinge duels» 22:00 uur (UTC) | Portugal           | 1 – 1 | Noord-Ierland    | Estádio José Alvalade, Lissabon Toeschouwers: 22.659 Scheidsrechter: Marcel Lequesne (FRA) |
| 16 januari WK 1958 kwalificatie № 192 «onderlinge duels» 22:00 uur (UTC) | Manuel Vasques 33' |       | 5' Billy Bingham | Estádio José Alvalade, Lissabon Toeschouwers: 22.659 Scheidsrechter: Marcel Lequesne (FRA) |

|                                                                                     |               |       |       |                                                                               |
| 10 april British Home Championship 1956/57 № 193 «onderlinge duels» 17:45 uur (UTC) | Noord-Ierland | 0 – 0 | Wales | Windsor Park, Belfast Toeschouwers: 30.000 Scheidsrechter: Doug Gerrard (SCO) |
| 10 april British Home Championship 1956/57 № 193 «onderlinge duels» 17:45 uur (UTC) |               |       |       | Windsor Park, Belfast Toeschouwers: 30.000 Scheidsrechter: Doug Gerrard (SCO) |

|                                                                          |                   |       |               |                                                                                   |
| 25 april WK 1958 kwalificatie № 194 «onderlinge duels» 15:30 uur (UTC+1) | Italië            | 1 – 0 | Noord-Ierland | Olympisch Stadion, Rome Toeschouwers: 70.000 Scheidsrechter: Maurice Guigue (FRA) |
| 25 april WK 1958 kwalificatie № 194 «onderlinge duels» 15:30 uur (UTC+1) | Sergio Cervato 3' |       |               | Olympisch Stadion, Rome Toeschouwers: 70.000 Scheidsrechter: Maurice Guigue (FRA) |

|                                                                       |                                                            |       |          |                                                                                |
| 1 mei WK 1958 kwalificatie № 195 «onderlinge duels» 19:30 uur (UTC+1) | Noord-Ierland                                              | 3 – 0 | Portugal | Windsor Park, Belfast Toeschouwers: 35.000 Scheidsrechter: Hugh Phillips (SCO) |
| 1 mei WK 1958 kwalificatie № 195 «onderlinge duels» 19:30 uur (UTC+1) | Tommy Casey 22' Billy Simpson 61' Jimmy McIlroy 67' (pen.) |       |          | Windsor Park, Belfast Toeschouwers: 35.000 Scheidsrechter: Hugh Phillips (SCO) |

|                                                                                        |                   |       |                   |                                                                                |
| 5 oktober British Home Championship 1957/58 № 196 «onderlinge duels» 15:00 uur (UTC+1) | Noord-Ierland     | 1 – 1 | Schotland         | Windsor Park, Belfast Toeschouwers: 50.000 Scheidsrechter: Leo Callaghan (WAL) |
| 5 oktober British Home Championship 1957/58 № 196 «onderlinge duels» 15:00 uur (UTC+1) | Billy Bingham 47' |       | 56' Graham Leggat | Windsor Park, Belfast Toeschouwers: 50.000 Scheidsrechter: Leo Callaghan (WAL) |

|                                                                                       |                                     |       |                                                       |                                                                                     |
| 6 november British Home Championship 1957/58 № 197 «onderlinge duels» 14:30 uur (UTC) | Engeland                            | 2 – 3 | Noord-Ierland                                         | Wembley Stadium, Londen Toeschouwers: 40.000 Scheidsrechter: Mervyn Griffiths (WAL) |
| 6 november British Home Championship 1957/58 № 197 «onderlinge duels» 14:30 uur (UTC) | Alan A'Court 60' Duncan Edwards 80' |       | 30' Jimmy McIlroy 65' Sammy McCrory 67' Billy Simpson | Wembley Stadium, Londen Toeschouwers: 40.000 Scheidsrechter: Mervyn Griffiths (WAL) |

|                                                                       |                     |       |                                         |                                                                                  |
| 4 december Vriendschappelijk № 198 «onderlinge duels» 14:30 uur (UTC) | Noord-Ierland       | 2 – 2 | Italië                                  | Windsor Park, Belfast Toeschouwers: 53.000 Scheidsrechter: Thomas Mitchell (NIR) |
| 4 december Vriendschappelijk № 198 «onderlinge duels» 14:30 uur (UTC) | Billy Cush 27', 60' |       | 24' Alcides Ghiggia 50' Miguel Montuori | Windsor Park, Belfast Toeschouwers: 53.000 Scheidsrechter: Thomas Mitchell (NIR) |

### 1958
|                                                                          |                                  |       |                   |                                                                               |
| 15 januari WK 1958 kwalificatie № 199 «onderlinge duels» 14:15 uur (UTC) | Noord-Ierland                    | 2 – 1 | Italië            | Windsor Park, Belfast Toeschouwers: 43.000 Scheidsrechter: István Zsolt (HUN) |
| 15 januari WK 1958 kwalificatie № 199 «onderlinge duels» 14:15 uur (UTC) | Jimmy McIlroy 13' Billy Cush 28' |       | 56' Dino Da Costa | Windsor Park, Belfast Toeschouwers: 43.000 Scheidsrechter: István Zsolt (HUN) |

|                                                                                     |                       |       |                   |                                                                               |
| 16 april British Home Championship 1957/58 № 200 «onderlinge duels» 17:45 uur (UTC) | Wales                 | 1 – 1 | Noord-Ierland     | Ninian Park, Cardiff Toeschouwers: 25.667 Scheidsrechter: Hugh Phillips (SCO) |
| 16 april British Home Championship 1957/58 № 200 «onderlinge duels» 17:45 uur (UTC) | Dick Keith 85' (e.d.) |       | 64' Billy Simpson | Ninian Park, Cardiff Toeschouwers: 25.667 Scheidsrechter: Hugh Phillips (SCO) |

| Wereldkampioenschap voetbal 1958 |
| -------------------------------- |

|                                                                   |                   |                |               |                                                                                    |
| 8 juni WK 1958 Groep A № 201 «onderlinge duels» 19:00 uur (UTC+1) | Tsjecho-Slowakije | 0 – 1          | Noord-Ierland | Örjans vall, Halmstad Toeschouwers: 10.647 Scheidsrechter: Friedrich Seipelt (AUT) |
| 8 juni WK 1958 Groep A № 201 «onderlinge duels» 19:00 uur (UTC+1) |                   | 20' Billy Cush |               | Örjans vall, Halmstad Toeschouwers: 10.647 Scheidsrechter: Friedrich Seipelt (AUT) |

|                                                                    |                                                                         |       |                    |                                                                              |
| 11 juni WK 1958 Groep A № 202 «onderlinge duels» 19:00 uur (UTC+1) | Argentinië                                                              | 3 – 1 | Noord-Ierland      | Örjans vall, Halmstad Toeschouwers: 14.174 Scheidsrechter: Sten Ahlner (SWE) |
| 11 juni WK 1958 Groep A № 202 «onderlinge duels» 19:00 uur (UTC+1) | Omar Oreste Corbatta 37' (pen.) Norberto Menéndez 56' Ludovico Avio 60' |       | 4' Peter McParland | Örjans vall, Halmstad Toeschouwers: 14.174 Scheidsrechter: Sten Ahlner (SWE) |

|                                                                    |                                |       |                          |                                                                                |
| 15 juni WK 1958 Groep A № 203 «onderlinge duels» 19:00 uur (UTC+1) | West-Duitsland                 | 2 – 2 | Noord-Ierland            | Malmö Stadion, Malmö Toeschouwers: 21.990 Scheidsrechter: Joaquim Campos (POR) |
| 15 juni WK 1958 Groep A № 203 «onderlinge duels» 19:00 uur (UTC+1) | Helmut Rahn 20' Uwe Seeler 78' |       | 18', 60' Peter McParland | Malmö Stadion, Malmö Toeschouwers: 21.990 Scheidsrechter: Joaquim Campos (POR) |

|                                                                     |                          |       |                  |                                                                               |
| 17 juni WK 1958 Play-off № 204 «onderlinge duels» 19:00 uur (UTC+1) | Tsjecho-Slowakije        | 1 – 2 | Noord-Ierland    | Malmö Stadion, Malmö Toeschouwers: 6.196 Scheidsrechter: Maurice Guigue (FRA) |
| 17 juni WK 1958 Play-off № 204 «onderlinge duels» 19:00 uur (UTC+1) | Peter McParland 44', 97' |       | 18' Zdeněk Zikán | Malmö Stadion, Malmö Toeschouwers: 6.196 Scheidsrechter: Maurice Guigue (FRA) |

|                                                                        |                                                                |       |               |                                                                                       |
| 19 juni WK 1958 Kwartfinale № 205 «onderlinge duels» 19:00 uur (UTC+1) | Frankrijk                                                      | 4 – 0 | Noord-Ierland | Idrottsparken, Norrköping Toeschouwers: 11.800 Scheidsrechter: Juan Gardeazábal (ESP) |
| 19 juni WK 1958 Kwartfinale № 205 «onderlinge duels» 19:00 uur (UTC+1) | Maryan Wisnieski 22' Just Fontaine 55', 63' Roger Piantoni 68' |       |               | Idrottsparken, Norrköping Toeschouwers: 11.800 Scheidsrechter: Juan Gardeazábal (ESP) |

|  |  |  |  |  |  |  |  |  |

|                                                                                        |                                                   |       |                                        |                                                                                 |
| 4 oktober British Home Championship 1958/59 № 206 «onderlinge duels» 15:00 uur (UTC+1) | Noord-Ierland                                     | 3 – 3 | Engeland                               | Windsor Park, Belfast Toeschouwers: 58.000 Scheidsrechter: Bobby Davidson (SCO) |
| 4 oktober British Home Championship 1958/59 № 206 «onderlinge duels» 15:00 uur (UTC+1) | Billy Cush 16' Bertie Peacock 54' Tommy Casey 67' |       | 31', 77' Bobby Charlton 61' Tom Finney | Windsor Park, Belfast Toeschouwers: 58.000 Scheidsrechter: Bobby Davidson (SCO) |

|                                                                         |                                                                    |       |                                  |                                                                                              |
| 15 oktober Vriendschappelijk № 207 «onderlinge duels» 20:15 uur (UTC+1) | Spanje                                                             | 6 – 2 | Noord-Ierland                    | Estadio Santiago Bernabéu, Madrid Toeschouwers: 120.000 Scheidsrechter: Joaquim Campos (POR) |
| 15 oktober Vriendschappelijk № 207 «onderlinge duels» 20:15 uur (UTC+1) | Justo Tejada 3', 47', 78', 87' Ladislao Kubala 11' Luis Suárez 58' |       | 50' Billy Cush 77' Jimmy McIlroy | Estadio Santiago Bernabéu, Madrid Toeschouwers: 120.000 Scheidsrechter: Joaquim Campos (POR) |

|                                                                                         |                                  |       |                                          |                                                                              |
| 5 november British Home Championship 1958/59 № 208 «onderlinge duels» 14:45 uur (UTC+1) | Schotland                        | 2 – 2 | Noord-Ierland                            | Hampden Park, Glasgow Toeschouwers: 72.732 Scheidsrechter: Jack Clough (ENG) |
| 5 november British Home Championship 1958/59 № 208 «onderlinge duels» 14:45 uur (UTC+1) | David Herd 53' Bobby Collins 56' |       | 74' (e.d.) Eric Caldow 83' Jimmy McIlroy | Hampden Park, Glasgow Toeschouwers: 72.732 Scheidsrechter: Jack Clough (ENG) |

### 1959
|                                                                                     |                                                              |       |                    |                                                                               |
| 22 april British Home Championship 1958/59 № 209 «onderlinge duels» 18:45 uur (UTC) | Noord-Ierland                                                | 4 – 1 | Wales              | Windsor Park, Belfast Toeschouwers: 45.000 Scheidsrechter: Tiny Wharton (SCO) |
| 22 april British Home Championship 1958/59 № 209 «onderlinge duels» 18:45 uur (UTC) | Peter McParland 8', 78' Bertie Peacock 13' Jimmy McIlroy 32' |       | 88' Derek Tapscott | Windsor Park, Belfast Toeschouwers: 45.000 Scheidsrechter: Tiny Wharton (SCO) |

|                                                                                        |               |                                                                           |           |                                                                            |
| 3 oktober British Home Championship 1959/60 № 210 «onderlinge duels» 15:00 uur (UTC+1) | Noord-Ierland | 0 – 4                                                                     | Schotland | Windsor Park, Belfast Toeschouwers: 56.000 Scheidsrechter: Reg Leafe (ENG) |
| 3 oktober British Home Championship 1959/60 № 210 «onderlinge duels» 15:00 uur (UTC+1) |               | 25' Graham Leggat 34' (pen.) John Hewie 41' John White 54' George Mulhall |           | Windsor Park, Belfast Toeschouwers: 56.000 Scheidsrechter: Reg Leafe (ENG) |

|                                                                                        |                             |       |                   |                                                                                  |
| 18 november British Home Championship 1959/60 № 211 «onderlinge duels» 14:30 uur (UTC) | Engeland                    | 2 – 1 | Noord-Ierland     | Wembley Stadium, Londen Toeschouwers: 60.000 Scheidsrechter: Leo Callaghan (WAL) |
| 18 november British Home Championship 1959/60 № 211 «onderlinge duels» 14:30 uur (UTC) | Joe Baker 16' Ray Parry 89' |       | 88' Billy Bingham | Wembley Stadium, Londen Toeschouwers: 60.000 Scheidsrechter: Leo Callaghan (WAL) |

UEFA: Albanië · België · Bulgarije · Denemarken · West-Duitsland · Duitse Democratische Republiek · Engeland · Finland · Frankrijk · Griekenland · Hongarije · Ierland · IJsland · Italië · Joegoslavië · Kroatië · Luxemburg · Malta · Nederland · Noord-Ierland · Noorwegen · Oostenrijk · Polen · Portugal · Roemenië · Saarland · Schotland · Sovjet-Unie · Spanje · Tsjecho-Slowakije · Turkije · Wales · Zweden · Zwitserland

AFC: Israël
IFA · A-internationals · Selecties · Bondscoaches · Noord-Iers vrouwenelftal · Brits olympisch elftal · N-Ierland U21 · N-Ierland U20 · N-Ierland U19 · N-Ierland U18 · N-Ierland U17 · N-Ierland U16
1882 – 1899 ·
1900 – 1919 ·
1920 – 1929 ·
1930 – 1939 ·
1940 – 1949 ·
1950 – 1959 ·
1960 – 1969 ·
1970 – 1979 ·
1980 – 1989 ·
1990 – 1999 ·
2000 – 2009 ·
2010 – 2019 ·
2020 – 2029
EK 2016
WK 1958 · 
WK 1982 · 
WK 1986
1921 · 
1922 · 
1923 · 
1924 · 
1925 · 
1926 · 
1927 · 
1928 · 
1929 · 
1930 · 
1931 · 
1932 · 
1933 · 
1934 · 
1935 · 
1936 · 
1937 · 
1938 · 
1939 · 
1940 · 1941 · 1942 · 1943 · 1944 · 1945 · 
1946 · 
1947 · 
1948 · 
1949 · 
1950 · 
1952 · 
1952 · 
1953 · 
1954 · 
1955 · 
1956 · 
1957 · 
1958 · 
1959 · 
1960 · 
1961 · 
1962 · 
1963 · 
1964 · 
1965 · 
1966 · 
1967 · 
1968 · 
1969 · 
1970 · 
1971 · 
1972 · 
1973 · 
1974 · 
1975 · 
1976 · 
1977 · 
1978 · 
1979 · 
1980 · 
1981 · 
1982 · 
1983 · 
1984 · 
1985 · 
1986 · 
1987 · 
1988 · 
1989 · 
1990 ·
1991 · 
1992 · 
1993 · 
1994 · 
1995 · 
1996 · 
1997 · 
1998 · 
1999 · 
2000 · 
2001 · 
2002 · 
2003 · 
2004 · 
2005 · 
2006 · 
2007 · 
2008 · 
2009 · 
2010 · 
2011 · 
2012 · 
2013 · 
2014 · 
2015 · 
2016 · 
2017 · 
2018 · 
2019 · 
2020 · 
2021 ·
2022 ·
2023 ·
2024
Albanië ·
Algerije ·
Andorra ·
Argentinië ·
Armenië ·
Australië ·
Azerbeidzjan ·
Barbados ·
België ·
Bosnië en Herzegovina ·
Brazilië ·
Bulgarije ·
Canada ·
Chili ·
Colombia ·
Costa Rica ·
Cyprus ·
Denemarken ·
Duitsland ·
Engeland ·
Estland ·
Faeröer ·
Finland ·
Frankrijk ·
Georgië · 
Griekenland ·
Honduras ·
Hongarije ·
Ierland ·
IJsland ·
Israël ·
Italië ·
Joegoslavië ·
Kazachstan ·
Kosovo ·
Kroatië ·
Letland ·
Liechtenstein ·
Litouwen ·
Luxemburg · 
Malta ·
Marokko ·
Mexico ·
Moldavië ·
Montenegro ·
Nederland ·
Nieuw-Zeeland ·
Noorwegen ·
Oekraïne ·
Oostenrijk ·
Panama ·
Polen ·
Portugal ·
Qatar ·
Roemenië ·
Rusland ·
Saint Kitts en Nevis ·
San Marino ·
Schotland ·
Servië ·
Servië en Montenegro ·
Slovenië ·
Slowakije ·
Sovjet-Unie ·
Spanje ·
Thailand ·
Trinidad en Tobago ·
Tsjechië ·
Tsjecho-Slowakije ·
Turkije ·
Uruguay ·
Verenigde Staten ·
Wales ·
Wit-Rusland · 
Zuid-Korea ·
Zweden ·
Zwitserland
Frankrijk (1982) · Oekraïne (2016) · Oostenrijk (1982) · Polen (2016)